# Oxatomide
L'oxatomide (noto anche con la sigla R35443, durante la fase degli studi sperimentali) è un farmaco antistaminico di prima generazione appartenente alla classe della fenilpiperazina. Il farmaco possiede un'attività di tipo antiserotoninergico. L'oxatomide è un derivato piperazinico antagonista dei recettori H1 dell'istamina. Il farmaco sembra anche possedere attività stabilizzante i mastociti attraverso inibizione del rilascio intracellulare del calcio e del release di sostanze bioattive dai mastociti. Non presenta attività antimuscarinica.

## Farmacocinetica
Dopo somministrazione orale l'oxatomide viene ben assorbita dal tratto gastrointestinale e il picco di concentrazione plasmatica viene ottenuto 4 ore dopo la somministrazione orale. Il farmaco si lega per il 90% alle proteine plasmatiche e la sua emivita di eliminazione risulta di 20-30 ore. L'oxatomide viene ampiamente metabolizzata per N-dealchilazione ossidativa, glucurono-coniugazione ed idrossilazione aromatica. Viene escreta sia nelle urine che con le feci come molecola immodificata e in forma di metaboliti.

## Tossicità
Nel topo e nel ratto i valori della DL50 sono > 2560 mg/kg per os e 28 mg/kg per endovena.

## Usi clinici
L'oxatomide viene impiegata nel trattamento sintomatico delle reazioni allergiche e di ipersensibilità, in particolare in caso di orticaria, riniti e congiuntiviti.

## Vie di somministrazione
L'oxatomide (anidra o monoidrato) viene somministrata per via orale.

## Effetti collaterali
Il principale effetto collaterale che si manifesta a seguito della assunzione del farmaco è la sonnolenza che talvolta evolve fino a prolungate alterazioni dello stato di coscienza. Soprattutto a seguito di assunzione di dosi elevate si possono riscontrare aumento dell'appetito e aumento ponderale. In letteratura sono segnalati casi di epatite acuta. In soggetti in età pediatrica sono state riportate reazioni distoniche acute, convulsioni e alterazioni dello stato di coscienza. Queste reazioni sono fortunatamente reversibili con la sospensione del trattamento.

## Controindicazioni e precauzioni d'uso
L'oxatomide è controindicata nei soggetti con ipersensibilità accertata verso il principio attivo. Il paziente deve essere avvisato che in corso di trattamento è bene evitare attività che richiedono attenzione e prontezza di riflessi, come ad esempio la guida di autoveicoli ed alcune attività lavorative, poiché il farmaco può indurre sonnolenza. Si raccomanda di evitare l'assunzione concomitante di bevande alcoliche per il rischio di effetti additivi. Il farmaco non deve essere somministrato a pazienti con insufficienza epatica grave.  La gravidanza non rappresenta una controindicazione assoluta, anche se l'oxatomide può essere somministrata solo dopo avere ben valutato il rapporto rischio/beneficio.